# Ivan Nagler
Ivan Nagler, född 30 januari 1999, är en italiensk rodelåkare.
Nagler tävlade för Italien vid olympiska vinterspelen 2018 i Pyeongchang, där han slutade på sjunde plats i dubbel.